# Mistrzostwa Europy w Biathlonie 2008
Mistrzostwa Europy w Biathlonie 2008 odbyły się w czeskiej miejscowości Nové Město na Moravě, w dniach 19 lutego – 24 lutego 2008 roku. Rozegrane zostały 4 konkurencje: bieg indywidualny, bieg sprinterski, bieg pościgowy i bieg sztafetowy. Wszystkie konkurencje zostały rozegrane dla mężczyzn i kobiet seniorów oraz juniorów. W sumie odbyło się 16 biegów.

## Reprezentacje
| Kraj                 | Mężczyzn | Kobiet |
| -------------------- | -------- | ------ |
| Australia            | 2        | 0      |
| Austria              | 11       | 2      |
| Belgia               | 1        | 0      |
| Białoruś             | 13       | 13     |
| Bośnia i Hercegowina | 5        | 3      |
| Bułgaria             | 8        | 5      |
| Chorwacja            | 1        | 4      |
| Czechy               | 11       | 10     |
| Estonia              | 8        | 3      |
| Finlandia            | 2        | 0      |
| Francja              | 5        | 5      |
| Grenlandia           | 1        | 2      |

| Kraj       | Mężczyzn | Kobiet |
| ---------- | -------- | ------ |
| Holandia   | 4        | 1      |
| Kanada     | 4        | 4      |
| Kazachstan | 1        | 1      |
| Litwa      | 4        | 4      |
| Łotwa      | 14       | 4      |
| Macedonia  | 4        | 2      |
| Mołdawia   | 2        | 2      |
| Niemcy     | 5        | 5      |
| Norwegia   | 5        | 5      |
| Polska     | 9        | 11     |
| Rosja      | 12       | 12     |

| Kraj              | Mężczyzn | Kobiet |
| ----------------- | -------- | ------ |
| Rumunia           | 5        | 10     |
| Serbia            | 7        | 3      |
| Słowacja          | 9        | 9      |
| Słowenia          | 5        | 1      |
| Stany Zjednoczone | 3        | 3      |
| Szwecja           | 4        | 4      |
| Szwajcaria        | 3        | 2      |
| Ukraina           | 14       | 12     |
| Węgry             | 5        | 4      |
| Wielka Brytania   | 8        | 4      |
| Włochy            | 9        | 6      |

| Skład reprezentacji Polski (seniorzy) Mężczyźni Tomasz Sikora (NKS Dynamit Chorzów) Krzysztof Pływaczyk (BKS WP Kościelisko) Adam Kwak (BKS WP Kościelisko) Sebastian Witek (AZS-AWF Katowice) Tomasz Puda (AZS-AWF Katowice) Grzegorz Bril (AZS-AWF Katowice) Kobiety Magdalena Gwizdoń (BLKS Żywiec) Krystyna Pałka (AZS-AWF Katowice) Paulina Bobak (AZS-AWF Katowice) Weronika Nowakowska-Ziemniak (AZS-AWF Katowice) Agnieszka Grzybek (MKS Karkonosze Jelenia Góra) Magdalena Nykiel (MKS Karkonosze Jelenia Góra) Katarzyna Ponikwia (BKS WP Kościelisko) | Skład reprezentacji Polski (juniorzy) Mężczyźni Łukasz Szczurek (BKS WP Kościelisko) Adrian Maciulewicz (AZS AWF Wrocław) Łukasz Słonina (MKS Duszniki Zdrój) Mariusz Leja (AZS AWF Wrocław) Kobiety Karolina Pitoń (BKS WP Kościelisko) Patrycja Hojnisz (AZS-AWF Katowice) Monika Hojnisz (UKS Lider Katowice) Magdalena Kępka (BLKS Żywiec) |

## Program mistrzostw
| Dzień     | Konkurencja       | Konkurencja           | Początek | Liczba uczestników |
| --------- | ----------------- | --------------------- | -------- | ------------------ |
| 20 lutego | Bieg indywidualny | seniorzy – 20 km      | 9:00     | 81 (ukończyło 79)  |
| 20 lutego | Bieg indywidualny | juniorzy – 15 km      | 10:20    | 78 (ukończyło 76)  |
| 20 lutego | Bieg indywidualny | seniorki – 15 km      | 13:00    | 59 (ukończyło 58)  |
| 20 lutego | Bieg indywidualny | juniorki – 12,5 km    | 14:20    | 69 (ukończyło 67)  |
| 22 lutego | Bieg sprinterski  | seniorzy – 10 km      | 9:00     | 84                 |
| 22 lutego | Bieg sprinterski  | juniorzy – 10 km      | 10:20    | 77 (ukończyło 75)  |
| 22 lutego | Bieg sprinterski  | seniorki – 7,5 km     | 12:30    | 59 (ukończyło 58)  |
| 22 lutego | Bieg sprinterski  | juniorki – 7,5 km     | 13:30    | 71 (ukończyło 70)  |
| 23 lutego | Bieg pościgowy    | seniorzy – 12,5 km    | 10:00    | 51                 |
| 23 lutego | Bieg pościgowy    | juniorzy – 12,5 km    | 11:00    | 50 (ukończyło 49)  |
| 23 lutego | Bieg pościgowy    | seniorki – 10 km      | 13:15    | 44 (ukończyło 42)  |
| 23 lutego | Bieg pościgowy    | juniorki – 10 km      | 14:15    | 49 (ukończyło 46)  |
| 24 lutego | Bieg sztafetowy   | seniorzy – 4 × 7,5 km | 10:00    | 16 (ukończyło 15)  |
| 24 lutego | Bieg sztafetowy   | juniorzy – 4 × 7,5 km | 10:00    | 13 (ukończyło 12)  |
| 24 lutego | Bieg sztafetowy   | seniorki – 4 × 6 km   | 12:20    | 12                 |
| 24 lutego | Bieg sztafetowy   | juniorki – 3 × 6 km   | 12:20    | 12                 |

## Wyniki mężczyzn

### Bieg indywidualny – 20 km
- Data / Początek: Środa 20 lutego 2008 / 9:00 CET

| Medal | Zawodnik          | Narodowość | Strzelanie | Wynik   | Strata   |
| ----- | ----------------- | ---------- | ---------- | ------- | -------- |
|       | Tomasz Sikora     | POL        | 0+0+0+1    | 50:29,5 |          |
|       | Michal Šlesingr   | CZE        | 0+0+0+1    | 50:49,1 | +19,6    |
|       | Siergiej Bałandin | RUS        | 0+0+0+0    | 51:22,4 | +52,9    |
| ...   | ...               | ...        | ...        | ...     | ...      |
| 47.   | Adam Kwak         | POL        | 1+1+1+1    | 57:32,9 | +7:03,4  |
| 60.   | Sebastian Witek   | POL        | 1+1+2+0    | 60:07,7 | +9:38,2  |
| 63.   | Tomasz Puda       | POL        | 2+0+2+0    | 61:46,0 | +11:16,5 |

### Bieg sprinterski – 10 km
- Data / Początek: Piątek 22 lutego 2008 / 9:00 CET

| Medal | Zawodnik            | Narodowość | Strzelanie | Wynik   | Strata  |
| ----- | ------------------- | ---------- | ---------- | ------- | ------- |
|       | Artiom Gusiew       | RUS        | 0+1        | 26:33,3 |         |
|       | Stian Eckhoff       | NOR        | 0+1        | 26:33,9 | +0,6    |
|       | Michal Šlesingr     | CZE        | 0+1        | 26:56,9 | +23,6   |
| ...   | ...                 | ...        | ...        | ...     | ...     |
| 11.   | Krzysztof Pływaczyk | POL        | 1+0        | 27:39,3 | +1:06,0 |
| 62.   | Adam Kwak           | POL        | 3+1        | 30:49,0 | +4:15,7 |
| 69.   | Sebastian Witek     | POL        | 2+4        | 32:01,1 | +5:27,8 |
| 74.   | Tomasz Puda         | POL        | 0+4        | 32:41,0 | +6:07,7 |

### Bieg pościgowy – 12,5 km
- Data / Początek: Sobota 23 lutego 2008 / 10:00 CET

| Medal | Zawodnik           | Narodowość | Strzelanie | Wynik   | Strata |
| ----- | ------------------ | ---------- | ---------- | ------- | ------ |
|       | Siergiej Konowałow | RUS        | 0+0+1+2    | 39:15,3 |        |
|       | Artiom Gusiew      | RUS        | 0+1+3+1    | 39:31,7 | +16,4  |
|       | Maksim Maksimow    | RUS        | 1+0+0+1    | 39:41,7 | +26,4  |

Polacy nie startowali.

### Bieg sztafetowy – 4 × 7,5 km
- Data / Początek: Niedziela 24 lutego 2008 / 10:00 CET

| Medal | Zawodnik | Narodowość | Strzelanie | Wynik     | Strata   |
| ----- | -------- | ---------- | ---------- | --------- | -------- |
|       | Rosja    | RUS        | 0+10       | 1:29:19,4 |          |
|       | Norwegia | NOR        | 2+13       | 1:29:26,5 | +7,1     |
|       | Czechy   | CZE        | 1+8        | 1:30:07,8 | +48,4    |
| ...   | ...      | ...        | ...        | ...       | ...      |
| 13.   | Polska   | POL        | 3+13       | 1:41:57,1 | +12:37,7 |

## Wyniki mężczyzn (juniorzy)

### Bieg indywidualny – 15 km
- Data / Początek: Środa 20 lutego 2008 / 10:20 CET

| Medal | Zawodnik           | Narodowość | Strzelanie | Wynik   | Strata   |
| ----- | ------------------ | ---------- | ---------- | ------- | -------- |
|       | Anton Szypulin     | RUS        | 0+1+0+1    | 43:27,0 |          |
|       | Krasimir Anew      | BUL        | 0+1+0+0    | 44:02,1 | +35,1    |
|       | Daniel Salvenmoser | AUT        | 0+1+1+1    | 45:22,8 | +1:55,8  |
| ...   | ...                | ...        | ...        | ...     | ...      |
| 14.   | Łukasz Szczurek    | POL        | 1+2+0+1    | 49:12,4 | +5:45,4  |
| 25.   | Grzegorz Penar     | POL        | 0+2+1+1    | 50:18,1 | +6:51,1  |
| 51.   | Mariusz Leja       | POL        | 3+1+1+3    | 53:26,2 | +9:59,2  |
| 63.   | Łukasz Słonina     | POL        | 2+3+2+2    | 57:03,8 | +13:36,8 |

### Bieg sprinterski – 10 km
- Data / Początek: Piątek 22 lutego 2008 / 10:20 CET

| Medal | Zawodnik           | Narodowość | Strzelanie | Wynik   | Strata  |
| ----- | ------------------ | ---------- | ---------- | ------- | ------- |
|       | Anton Szypulin     | RUS        | 0+1        | 27:25,2 |         |
|       | Daniel Salvenmoser | AUT        | 0+0        | 28:04,4 | +39,2   |
|       | Benjamin Weger     | SUI        | 1+0        | 28:35,9 | +1:10,7 |
| ...   | ...                | ...        | ...        | ...     | ...     |
| 35.   | Grzegorz Penar     | POL        | 2+1        | 31:40,8 | +4:15,6 |
| 44.   | Łukasz Szczurek    | POL        | 2+3        | 32:20,6 | +4:55,4 |
| 57.   | Łukasz Słonina     | POL        | 1+3        | 32:59,1 | +5:33,9 |
| 62.   | Mariusz Leja       | POL        | 4+4        | 33:31,5 | +6:06,3 |

### Bieg pościgowy – 12,5 km
- Data / Początek: Sobota 23 lutego 2008 / 11:00 CET

| Medal | Zawodnik             | Narodowość | Strzelanie | Wynik   | Strata |
| ----- | -------------------- | ---------- | ---------- | ------- | ------ |
|       | Anton Szypulin       | RUS        | 3+0+3+2    | 42:15,5 |        |
|       | Dominik Landertinger | AUT        | 0+0+3+1    | 42:34,0 | +18,5  |
|       | Krasimir Anew        | BUL        | 1+1+1+1    | 43:13,4 | +57,9  |

Polacy nie startowali.

### Bieg sztafetowy – 4 × 7,5 km
- Data / Początek: Niedziela 24 lutego 2008 / 10:00 CET

| Medal | Zawodnik | Narodowość | Strzelanie | Wynik     | Strata  |
| ----- | -------- | ---------- | ---------- | --------- | ------- |
|       | Rosja    | RUS        | 0+8        | 1:33:26,8 |         |
|       | Austria  | AUT        | 1+13       | 1:34:22,9 | +56,1   |
|       | Ukraina  | UKR        | 0+11       | 1:35:09,2 | +1:42,4 |
| ...   | ...      | ...        | ...        | ...       | ...     |
| 6.    | Polska   | POL        | 1+12       | 1:39:46,4 | +6:19,6 |

## Wyniki kobiet

### Bieg indywidualny – 15 km
- Data / Początek: Środa 20 lutego 2008 / 13:00 CET

| Medal | Zawodnik                     | Narodowość | Strzelanie | Wynik     | Strata   |
| ----- | ---------------------------- | ---------- | ---------- | --------- | -------- |
|       | Natalia Lewczenkowa          | MDA        | 0+0+0+0    | 55:45,7   |          |
|       | Kjersti Isaksen              | NOR        | 0+0+0+0    | 56:44,4   | +58,7    |
|       | Lilija Wajhina-Jefremowa     | UKR        | 1+1+0+1    | 56:51,6   | +1:05,9  |
| ...   | ...                          | ...        | ...        | ...       | ...      |
| 14.   | Weronika Nowakowska-Ziemniak | POL        | 1+1+1+0    | 59:03,8   | +3:18,1  |
| 20.   | Magdalena Gwizdoń            | POL        | 3+1+1+0    | 59:47,3   | +4:01,6  |
| 24.   | Krystyna Pałka               | POL        | 1+2+2+0    | 1:00:23,4 | +4:37,7  |
| 53.   | Paulina Bobak                | POL        | 2+3+3+2    | 1:07:54,4 | +12:08,7 |

### Bieg sprinterski – 7,5 km
- Data / Początek: Piątek 22 lutego 2008 / 12:30 CET

| Medal | Zawodnik                     | Narodowość | Strzelanie | Wynik   | Strata  |
| ----- | ---------------------------- | ---------- | ---------- | ------- | ------- |
|       | Oksana Jakowlewa             | UKR        | 1+0        | 26:20,5 |         |
|       | Zuzana Tryznová              | CZE        | 0+0        | 26:23,9 | +3,4    |
|       | Nina Karasewicz              | UKR        | 1+1        | 26:34,2 | +13,7   |
| ...   | ...                          | ...        | ...        | ...     | ...     |
| 14.   | Weronika Nowakowska-Ziemniak | POL        | 2+0        | 27:50,7 | +1:30,2 |
| 28.   | Krystyna Pałka               | POL        | 2+2        | 28:59,5 | +2:39,0 |
| 37.   | Paulina Bobak                | POL        | 0+3        | 29:31,0 | +3:10,5 |

### Bieg pościgowy – 10 km
- Data / Początek: Sobota 23 lutego 2008 / 13:15 CET

| Medal | Zawodnik                     | Narodowość | Strzelanie | Wynik   | Strata  |
| ----- | ---------------------------- | ---------- | ---------- | ------- | ------- |
|       | Nina Karasewicz              | UKR        | 0+2+2+1    | 37:23,9 |         |
|       | Oksana Jakowlewa             | UKR        | 2+1+2+2    | 38:40,0 | +1:16,1 |
|       | Pawlina Filipowa             | BUL        | 0+1+1+0    | 39:10,7 | +1:46,8 |
| ...   | ...                          | ...        | ...        | ...     | ...     |
| 18.   | Weronika Nowakowska-Ziemniak | POL        | 0+2+3+3    | 43:03,9 | +5:40,0 |

### Bieg sztafetowy – 4 × 6 km
- Data / Początek: Niedziela 24 lutego 2008 / 12:20 CET

| Medal | Zawodnik | Narodowość | Strzelanie | Wynik     | Strata   |
| ----- | -------- | ---------- | ---------- | --------- | -------- |
|       | Ukraina  | UKR        | 1+9        | 1:21:19,2 |          |
|       | Niemcy   | DEU        | 0+13       | 1:22:23,8 | +1:04,6  |
|       | Norwegia | NOR        | 2+9        | 1:24:47,7 | +3:28,5  |
| ...   | ...      | ...        | ...        | ...       | ...      |
| 9.    | Polska   | POL        | 3+13       | 1:31:33,2 | +10:14,0 |

## Wyniki kobiet (juniorki)

### Bieg indywidualny – 12,5 km
- Data / Początek: Środa 20 lutego 2008 / 14:20 CET

| Medal | Zawodnik         | Narodowość | Strzelanie | Wynik   | Strata   |
| ----- | ---------------- | ---------- | ---------- | ------- | -------- |
|       | Elise Ringen     | NOR        | 0+2+0+0    | 45:54,8 |          |
|       | Iris Schwabl     | AUT        | 0+0+0+0    | 47:06,5 | +1:11,7  |
|       | Irina Maksimowa  | RUS        | 0+0+1+1    | 49:06,4 | +3:11,6  |
| ...   | ...              | ...        | ...        | ...     | ...      |
| 34.   | Monika Hojnisz   | POL        | 3+2+1+0    | 55:29,1 | +9:34,3  |
| 35.   | Karolina Pitoń   | POL        | 2+2+3+1    | 55:49,3 | +9:54,5  |
| 42.   | Magdalena Klepka | POL        | 0+0+0+1    | 57:28,2 | +11:33,4 |
| 43.   | Patrycja Hojnisz | POL        | 0+2+2+4    | 57:43,4 | +11:48,6 |

### Bieg sprinterski – 7,5 km
- Data / Początek: Piątek 22 lutego 2008 / 13:30 CET

| Medal | Zawodnik         | Narodowość | Strzelanie | Wynik   | Strata  |
| ----- | ---------------- | ---------- | ---------- | ------- | ------- |
|       | Marine Bolliet   | FRA        | 0+0        | 26:46,2 |         |
|       | Karolina Pitoń   | POL        | 0+0        | 27:03,5 | +17,3   |
|       | Veronika Vítková | CZE        | 0+2        | 27:09,8 | +23,6   |
| ...   | ...              | ...        | ...        | ...     | ...     |
| 38.   | Magdalena Klepka | POL        | 0+0        | 31:33,5 | +4:47,3 |
| 40.   | Monika Hojnisz   | POL        | 2+2        | 31:45,1 | +4:58,9 |
| 53.   | Patrycja Hojnisz | POL        | 2+4        | 32:33,2 | +5:47,0 |

### Bieg pościgowy – 10 km
- Data / Początek: Sobota 23 lutego 2008 / 14:15 CET

| Medal | Zawodnik         | Narodowość | Strzelanie | Wynik   | Strata   |
| ----- | ---------------- | ---------- | ---------- | ------- | -------- |
|       | Marine Bolliet   | FRA        | 0+0+1+2    | 37:34,5 |          |
|       | Veronika Vítková | CZE        | 1+2+1+1    | 38:20,0 | +45,5    |
|       | Marija Sadiłowa  | RUS        | 2+0+1+3    | 39:32,0 | +1:57,5  |
| 4.    | Karolina Pitoń   | POL        | 2+0+1+3    | 39:44,9 | +2:10,4  |
| ...   | ...              | ...        | ...        | ...     | ...      |
| 33.   | Monika Hojnisz   | POL        | 1+1+3+3    | 47:48,4 | +10:13,9 |
| 35.   | Magdalena Klepka | POL        | 1+1+1+1    | 48:14,4 | +10:39,9 |
| 36.   | Patrycja Hojnisz | POL        | 2+1+4+0    | 48:36,6 | +11:02,1 |

### Bieg sztafetowy – 3 × 6 km
- Data / Początek: Niedziela 24 lutego 2008 / 12:20 CET

| Medal | Zawodnik | Narodowość | Strzelanie | Wynik     | Strata  |
| ----- | -------- | ---------- | ---------- | --------- | ------- |
|       | Rosja    | RUS        | 2+9        | 1:04:22,7 |         |
|       | Czechy   | CZE        | 0+7        | 1:04:41,6 | +18,9   |
|       | Rumunia  | ROU        | 2+9        | 1:06:47,0 | +2:24,3 |
| ...   | ...      | ...        | ...        | ...       | ...     |
| 8.    | Polska   | POL        | 0+10       | 1:10:18,0 | +5:55,3 |

## Tabela Medalowa
| Miejsce | Państwo    |   |   |   | Razem |
| ------- | ---------- | - | - | - | ----- |
| 1.      | Rosja      | 8 | 1 | 4 | 13    |
| 2.      | Ukraina    | 3 | 1 | 3 | 7     |
| 3.      | Francja    | 2 |   |   | 2     |
| 4.      | Norwegia   | 1 | 3 | 1 | 5     |
| 5.      | Polska     | 1 | 1 |   | 2     |
| 6.      | Mołdawia   | 1 |   |   | 1     |
| 7.      | Czechy     |   | 4 | 3 | 7     |
| 8.      | Austria    |   | 4 | 1 | 5     |
| 9.      | Bułgaria   |   | 1 | 2 | 3     |
| 10.     | Niemcy     |   | 1 |   | 1     |
| 11.     | Szwajcaria |   |   | 1 | 1     |
| 12.     | Rumunia    |   |   | 1 | 1     |